# Comune di Bjergsted
Il comune di Bjergsted, fino al 1º gennaio 2007 è stato un comune danese situato nella contea della Selandia Occidentale, il comune aveva una popolazione di 8 047 abitanti (2005) e una superficie di 138 km². Capoluogo era la cittadina di Svebølle.
Dal 1º gennaio 2007, con l'entrata in vigore della riforma amministrativa, il comune è stato soppresso e accorpato ai comuni di Gørlev, Hvidebæk e Høng per dare luogo al riformato comune di Kalundborg compreso nella regione della Selandia.